# Acanthagrion ascendens
Acanthagrion ascendens är en trollsländeart som beskrevs av Philip Powell Calvert 1909. Acanthagrion ascendens ingår i släktet Acanthagrion och familjen dammflicksländor. Inga underarter finns listade i Catalogue of Life.